# 诺曼·费尔克拉夫
诺曼·费尔克拉夫（Norman Fairclough，1941年4月3日—）是兰卡斯特大学语言学和英语语言系的名誉教授。他是批判性话语分析的创始人之一。他在著作《Media Discourse》中阐述了他的批判性话语分析框架如何运用于对大众传媒的分析之中，他的分析框架包含对传播行动的分析和对话语秩序的分析，在前者中他强调对话语实践的互文性分析，主张考察宏观的社会文化背景、中观的话语生产和消费、微观的文本特征，在后者中他则通过对话语和体裁选择等问题来考察话语秩序内部和不同话语秩序间的关系。他在其著作《新工黨，新语言？》（New Labour, New Language?）中探讨了英国工党所使用的措辞。